# Фудбалски савез Сент Китса и Невиса
Фудбалски савез Сент Китса и Невиса (енгл. St. Kitts and Nevis Football Association (SKNFA)) је главно управно тело за фудбал Сент Китса и Невиса. Савез је основан 1932. године, фудбалски савез је придружени члан КОНКАКАФа од 1990. године, а 1992. године федерација је постала пуноправни члан КОНКАКАФа, а исте године и ФИФАе.
Фудбалски савез је одговоран за фудбалску репрезентацију Сент Китса и Невиса.